# Stanko Vraz
Stanko Vraz, znany też jako Jakob Fras (Frass) (ur. 30 czerwca 1810 we wsi Cerovec, na terenie Styrii, zm. 20 maja 1851 w Zagrzebiu) – słoweński poeta tworzący w języku chorwackim, przedstawiciel iliryzmu. 

## Życiorys
Pisał wiersze patriotyczne i miłosne, ballady, sonety, dzienniki podróży. Ważniejsze dzieła: Đulabije (1840), Gkasi iz dubrave žeravinske (1841), Guslie i tambura (1845).
Studiował w Grazu. Interesował się twórczością ludową. Tłumaczył literaturę zagraniczną (m.in. utwory Adama Mickiewicza) na chorwacki. W 1842 był współzałożycielem czasopisma literackiego „Kolo”.